# Амашукели, Василий Яковлевич
Василий Яковлевич Амашукели (груз. ვასილ იაკობის ძე ამაშუკელი, 14 марта 1886, Кутаиси — 1 декабря 1977, Тбилиси) — российский и грузинский кинорежиссёр, один из первых деятелей грузинского кино. Народный артист Грузинской ССР (1974).

## Биография
Работал механиком в кинотеатре в Баку. В 1907 году Василий Амашукели снял в Баку несколько фильмов о производстве бакинской нефти: «Транспортировка угля», «Работа на нефтекачках» и «Извлечение нефти». Кроме того, в том же году он снял короткий документальный фильм «Типы бакинских базаров» и фильм «Гуляя по пляжу» (не сохранился). Существует документ, датированный 15 мая 1908 года, к Амашукели от директора типографии с просьбой разрешить рабочим типографии бесплатно посещать киносеансы. Этот день отмечается как дата появления грузинского кинематографа.
Он также снял несколько фильмов между 1908 и 1912 годами: «Nakhet tqveni sakhe», «Кутаисские пейзажи», «Кутаисский парк» (1911 году) и «Путешествие Акакия Церетели в Рача-Лечхуми» (1912 году). Последний фильм был его единственным полнометражным фильмом. Фильм показывает поездку Акакия Церетели по горным районам Имеретии. Утверждается, что сам Церетели принял деятельное участие в создании фильма и высоко о нём отзывался. Из 1500 метров плёнки фильма сохранилось лишь около 400 метров.
В 1977 году в качестве консультанта принял участие в создании фильма «Синема» о зарождении грузинского кинематографа. В этом фильме также показаны кадры из «Путешествия Акакия Церетели в Рача-Лечхуми».